# Forêts sous-le-vent de la chaîne des Cascades
Localisation
Les forêts sous-le-vent de la chaîne des Cascades forment une écorégion terrestre nord-américaine du type Forêts de conifères tempérées du World Wildlife Fund.
Cette écorégion montagneuse du nord-ouest de l'Amérique du Nord s’étend dans la province canadienne de Colombie-Britannique et dans l'État de Washington aux États-Unis. Composée essentiellement d'une forêt de conifères, elle occupe 46 300 km2 et se compose en grande partie de la section nord de la chaîne des Cascades.
Plusieurs parcs dont le parc national des North Cascades et le parc provincial E.C. Manning sont présents dans la zone.
L'écorégion se caractérise par de fortes différences entre les régions humides de l'ouest proche de l’océan Pacifique et les régions plus sèches de l’est de l’autre côté de la chaîne des Cascades. Le milieu naturel varie ainsi fortement en fonction de l'altitude mais aussi de la latitude. La zone montagneuse est essentiellement couverte de forêts de conifères comme le Sapin de Douglas, l'Épicéa d'Engelmann, le Sapin subalpin. À basse altitude, le Pin ponderosa est très présent.
La faune est très riche avec par exemple le Mouflon canadien, l’Ours noir, le Grizzli et la Chouette tachetée. Les rivières regorgent également de plusieurs espèces de saumons du genre Oncorhynchus.